# Johnny Lee Middleton
Johnny Lee Middleton III (St. Petersburg, Florida, 7 de mayo de 1963) es conocido por ser el bajista de Savatage y Trans-Siberian Orchestra.

## Carrera
Johnny se unió a Savatage en 1986 para la grabación del disco Fight for the Rock. Luego del lanzamiento del disco Dead Winter Dead en 1995, Johnny fue llamado a participar del proyecto Trans-Siberian Orchestra.

## Discografía con Savatage
- Fight For The Rock (1986)
- Hall Of The Mountain King (1987)
- Gutter Ballet (1989)
- Streets (1991)
- Edge Of Thorns (1993)
- Handful Of Rain (1994)
- Japan Live '94 / Live In Japan (1995) (Directo)
- Dead Winter Dead (1995)
- Final Bell / Ghost In The Ruins (1995) (Directo)
- One Child (1996) (Single)
- From The Gutter To The Stage (1996) (Recopilatorio)
- The Best And The Rest (1997) (Recopilatorio para Japón)
- The Wake Of Magellan (1997)
- Believe (1998) (Recopilatorio para Japón)
- Poets & Madmen (2001)
- Commissar (2001) (Single)